# Melinae
Os Melíneos (Melinae) são uma subfamília dos Mustelídeos (Mustelidae) composta pelos texugos eurasiáticos.

## Taxonomia
- Taxodon Lartet, 1851 †
  - Taxodon sansaniensis Lartet, 1851 - MIoceno Médio (MN 6), Sansan, França
  - Taxodon hessicum Ginsburg, 1999 - Mioceno Superior (MN 9-12), Espanha e *Trochictis Meyer, 1842 †
- Grivamephitis Beaumont, 1973 †
  - Grivamephitis pusilla (Major, 1903)
- Plesiomeles Viret & Crusafont, 1955 †
- Palaeomeles Villalta & Crusafont, 1943 †
  - Palaeomeles pachecoi Villalta & Crusafont, 1943 - Mioceno Superior,
- Promeles Zittel, 1890 †
  - Promeles palaeattica (Weithofer, 1888)
  - Promeles macedonicus Schmidt-Kitler, 1995 - Mioceno Superior, Maramena, Grécia
- Melodon †
  - "Melodon" sotnikovae - Plioceno Inferior, Ilha Ellesmere, Canadá
  - Melodon major - MIoceno Superior, Yangmugou, Baode, Shanxi, China
- Arctomeles † 
  - Arctomeles dimolodontus Wallace & Wang, 2004 - Mioceno Superior/Mioceno Inferior, Gray Fossil Site, Tennessee, EUA.
  - Arctomeles pliocaenicus - PLioceno Inferior, Weze 1, Polônia.
- Meles
  - Meles iberica † - Plio-Plistoceno, Fonelas P-1, Bacia do Guadix, Granada, Espanha.
  - Meles meles - texugo-europeu
- Arctonyx
- Melogale